# Блажуј (Илиџа)
Блажуј је насељено мјесто у Босни и Херцеговини, у општини Илиџа, које административно припада Федерацији Босне и Херцеговине.

## Географија
Блажуј се налази на самом ободу Сарајевског поља.

## Историја
Блажуј је од распада Југославије до прољећа 1996. године био у саставу општине Српска Илиџа у Републици Српској. У овом периоду се у Блажују налазила ратна болница Републике Српске. Ратна болница Жица је основана у октобру 1992. године. Догађаји у ратној болници Жица и Блажују током овог периода су детаљно описани у Дневнику ратног хирурга Миодрага Лазића, који је у овој болници радио до њеног затварања.

## Култура

### Храм Светог Саве у Блажују
У Блажују се налази храм Српске православне цркве посвећен Светом Сави. За њену градњу послало је 1897. године "Добротворно словенско друштво" из Петрограда, 3000 рубљи прилога. Црква у Блажују је завршена 1897. године, а 21. септембра је осветио митрополит Николај Мандић. Годину дана након освећења у цркву су пренесени посмртни остаци митрополита Георгија Николајевића. Пренос посмртних остатака започео је у суботу 19. септембра 1898. године. Сутрадан, 20. септембра, у 12 часова спуштен је ковчег у нову гробницу у цркви у Блажују. На преносу посмртних остатака у Блажујску цркву био је присутан и члан Француске академије из Париза Анатол Лероа-Болије. Године 1925. храм су два пута посјетили краљ Александар I Карађорђевић и краљица Марија Карађорђевић. Црква и парохијски дом су гранатирани 1992. године а обновљени 1999. Обновљени храм је освештао митрополит Николај Мрђа 10. октобра 1999.

#### Скрнављење храма
Храм Светог Саве је од 1996. када је Блажуј ушао у састав Федерације БиХ био врло често мета националистичких напада. У ноћи између 1. и 2. јуна 2011. двојица Бошњака су оскрнавили храм графитима на којима је писало „Џихад“, „Марш у Србију“, „Један је Алах“, „Алах екбер“, „Турска“ и друге увриједљиве поруке. Починиоци овога дјела су ухапшени и осумњичени за изазивање националне, расне и вјерске мржње, раздора и нетрпељивости.

## Споменик
У порти храма Светог Саве у Блажују налазе се гробнице и спомен-обиљежја Србима које је аустроугарска војска стрељала 1916., и усташке постројбе 1941. године. У самом храму се налази надгробна плоча на гробници митрополита Ђорђа Николајевића на којој стоји натпис „Гробница Ђорђа Николајевића српско-православног Архиепископа и Митрополита Дабробосанског — Рођен у Јаску 20. 4. 1807. године, умро у Сарајеву 8. 2. 1896. године“.

## Становништво
Српско становништво и свештенство су Блажуј напустили након потписивања Дејтонског споразума од стране Републике Српске када је Блажуј припао Федерацији БиХ.
| Националност       | 1991. |
| Срби               | 1.870 |
| Муслимани          | 338   |
| Југословени        | 144   |
| Хрвати             | 88    |
| остали и непознато | 48    |
| Укупно             | 2.488 |

| Националност       | 1991. | 1981. | 1971. | 1961. |
| Срби               |       | 900   | 848   | 710   |
| Муслимани          |       | 117   | 120   | 55    |
| Хрвати             |       | 96    | 122   | 157   |
| Југословени        |       | 124   | 16    | 16    |
| Албанци            |       | 33    | 1     | 7     |
| Црногорци          |       | 8     | 10    | 18    |
| Роми               |       | 8     |       |       |
| Словенци           |       |       |       | 3     |
| Мађари             |       | 2     | 1     | 1     |
| Македонци          |       | 1     |       |       |
| остали и непознато |       | 16    | 7     | 6     |
| Укупно             | '     | 1.305 | 1.125 | 973   |

| Националност               | 1953. | 1948. |
| Срби                       | 2.580 | 1.473 |
| Југословени неопредијељени | 420   |       |
| Хрвати                     | 356   | 16    |
| Словенци                   | 6     |       |
| Црногорци                  | 2     |       |
| Македонци                  | 11    |       |
| Чеси                       | 1     |       |
| Руси                       | 1     |       |
| Русини и Украјинци         | 6     |       |
| остали Словени             | 4     |       |
| остали несловени           | 11    |       |
| неопредијељени             |       | 1     |
| Укупно                     | 3.398 | 1.495 |

| Демографија | Демографија | Демографија |
| Година      | Становника  | Становника  |
| ----------- | ----------- | ----------- |
| 1961.       | 973         |             |
| 1971.       | 1.125       |             |
| 1981.       | 1.305       |             |